# Fantastic (album av Wham!)
Fantastic är ett musikalbum av Wham! från 1983. Albumet var den brittiska popduons debutalbum.

## Låtlista
1. Bad Boys
2. A Ray Of Sunshine
3. Love Machine
4. Wham! Rap (Enjoy What You Do)
5. Club Tropicana
6. Nothing Looks The Same In The Light
7. Come On
8. Young Guns (Go For It!)